# أليسون هودجكينسون
أليسون هودجكينسون (30 يناير 1977 في جنوب أفريقيا - ) (بالإنجليزية: Alison Hodgkinson)‏ هي لاعبة كريكت جنوب أفريقية. شاركت مع منتخب جنوب أفريقيا الوطني للكريكت.

## وصلات خارجية
- أليسون هودجكينسون على موقع إي آس بي آن كريك إنفو (الإنجليزية)